# Réserve radioécologique d'État de Polésie
La réserve radioécologique d'État de Polésie (en biélorusse Палескі дзяржаўны радыяцыйна-экалагічны запаведнік, Paleski dziarjawny radyatsyïna-ekalahitchny zapavednik ; en russe Полесский государственный радиационно-экологический заповедник, Polesski gossoudarstvienny radiatsionno-ekologuitechski zapovednik) est une réserve naturelle de Biélorussie créée en 1988 à la suite de la catastrophe nucléaire de Tchernobyl, survenue deux ans plus tôt.

## Géographie
Située au cœur de la Polésie, elle regroupe les régions du sud du pays frontalières avec l'Ukraine, où se trouve la centrale nucléaire de Tchernobyl et sa zone d'exclusion ; ces deux régions interdites d'accès ou à accès restreint sont appelées de manière informelle Zapovednik (заповедник), terme russe signifiant littéralement « réserve ».

## Feux de forêt
Afin d'identifier, quantifier et suivre les radionucléides ré-émis dans l'air par ces incendies, l'Agence internationale de l'énergie atomique a aidé à concevoir et à fournir un véhicule-laboratoire pouvant transporter une équipe de quatre personnes. 
Il est doté d'un dispositif d'échantillonnage d'air portable, d'un spectromètre gamma portable, d'un moniteur de rayonnement pour les mesures d'échantillons environnementaux, d'un kit d'échantillonnage de sol, de vêtements de protection individuelle, d'outils de navigation et de communication, d'un générateur électrique et d'un lieu de travail avec un ordinateur et d'autres appareils permettant d'évaluer l'activité des isotopes radioactifs du césium, du strontium et des éléments transuraniens dans l'air et le milieu.

## Autres zones interdites en Biélorussie
En 2024, outre la réserve radioécologique d'État de Polésie, qui borde l'Ukraine, il existe également des zones fermées dans d'autres parties du Biélorussie, le long de la frontière russe, à l'est et au nord de la ville de Vetka. Ces zones sont situées dans la partie orientale de la voblast de Homiel et dans la partie sud-est de la voblast de Mahiliow, au sud de la ville de Tcherykaw. Des panneaux délimitent la zone et indiquent l'exposition aux radiations. L'accès à la zone n'est possible qu'avec l'autorisation des autorités.